# Horenka
Horenka (ukr. Горенка) – wieś na Ukrainie, w obwodzie kijowskim, w rejonie buczańskim, w hromadzie Hostomel. W 2001 liczyła 5358 mieszkańców, spośród których 4814 wskazało jako ojczysty język ukraiński, 518 rosyjski, 7 mołdawski, 8 białoruski, 5 ormiański, a 6 inny.